# Petersen Automotive Museum
Pour les articles homonymes, voir Petersen.
Le musée automobile Petersen (Petersen Automotive Museum, en anglais) est un musée automobile de l'histoire de l'automobile, fondé en 1994 à Los Angeles en Californie aux États-Unis, un des plus importants musées automobiles du monde,.

## Histoire
Ce musée de l'histoire de l'automobile est inauguré le 11 juin 1994 par l'éditeur de magazines automobiles américain Robert E. Petersen (en) (1926-2007) et son épouse Margie, sur le Wilshire Boulevard du quartier Miracle Mile de Los Angeles, en face du Academy Museum of Motion Pictures.   

Quelques modèles exposés
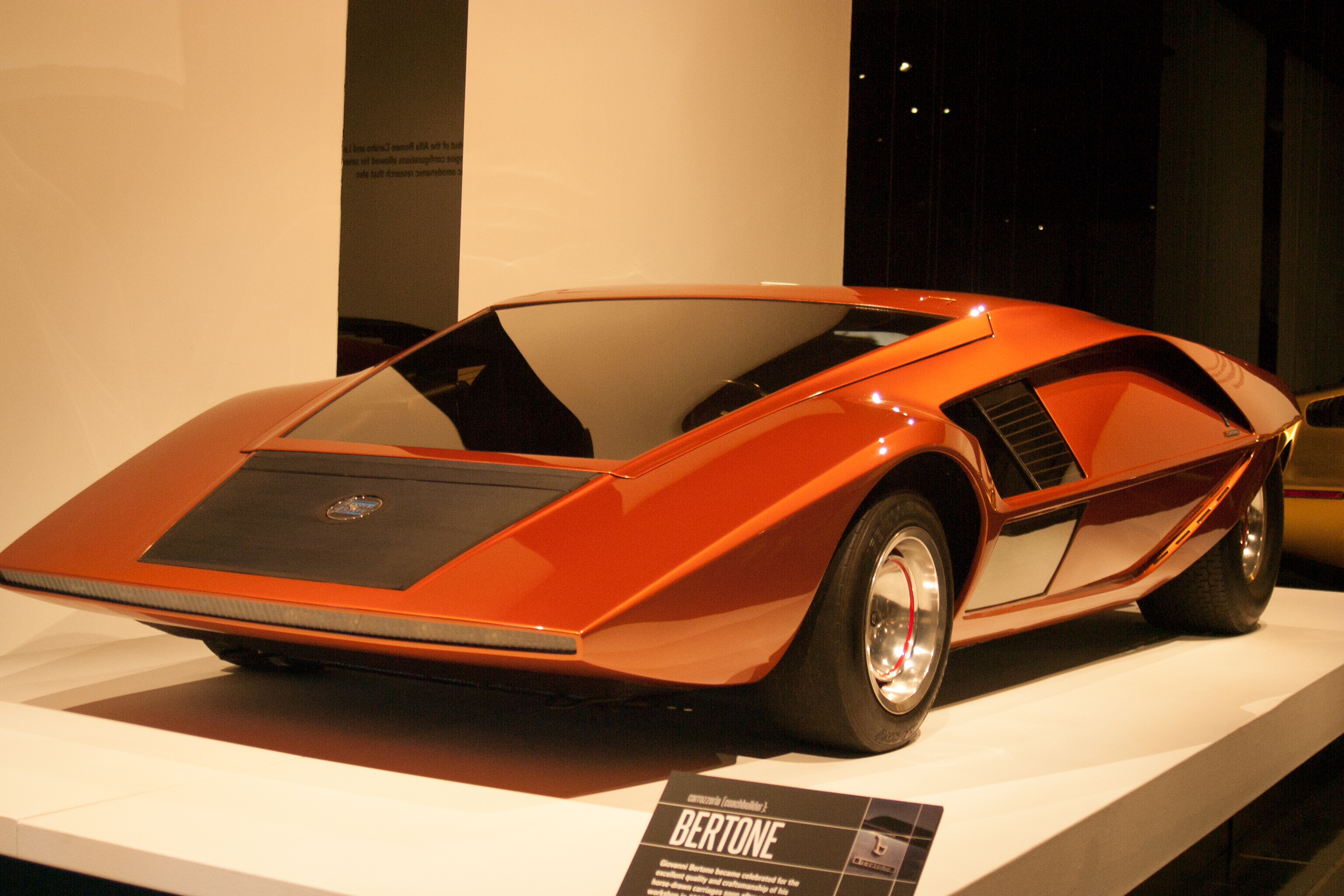
Lancia Stratos Zero (1970)
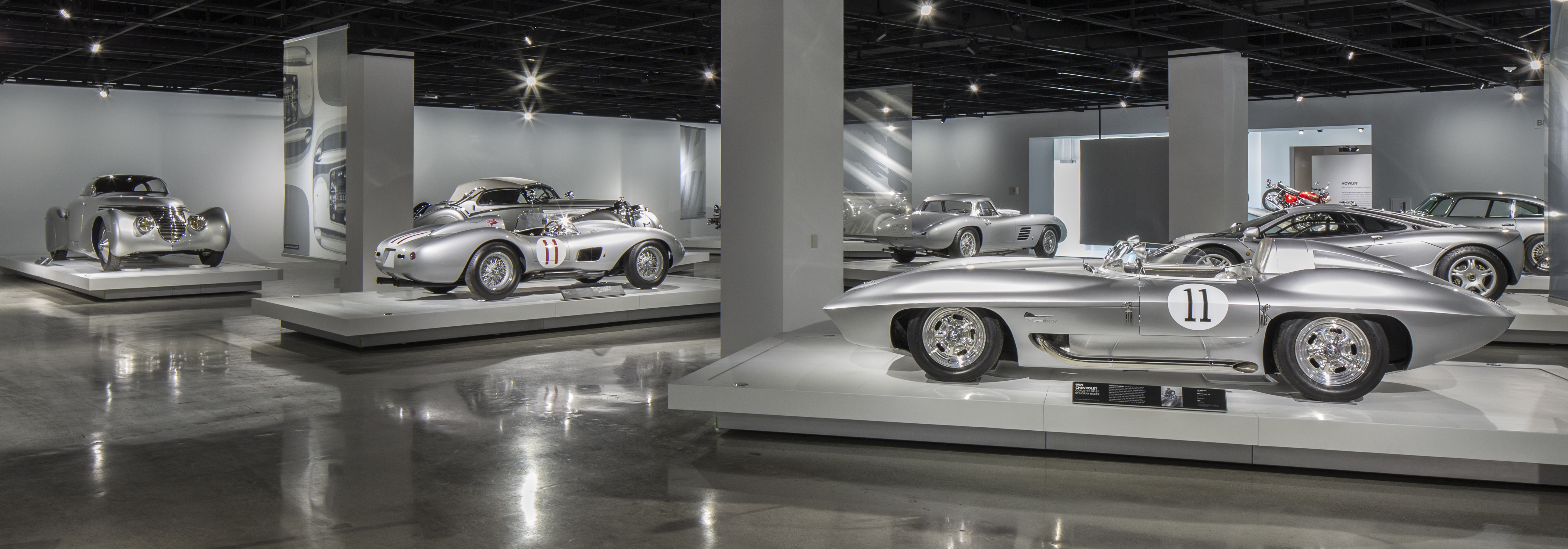
Precious Metals Gallery

## Architecture
Le bâtiment de 10 000 m² sur 4 étages est entièrement rénové en 2015, pour un montant de 125 millions de dollars, avec une nouvelle façade design de style Googie du cabinet d'architecte américain Kohn Pedersen Fox, réalisée avec 100 tonnes de rubans en acier inoxydable,,. 

## Expositions

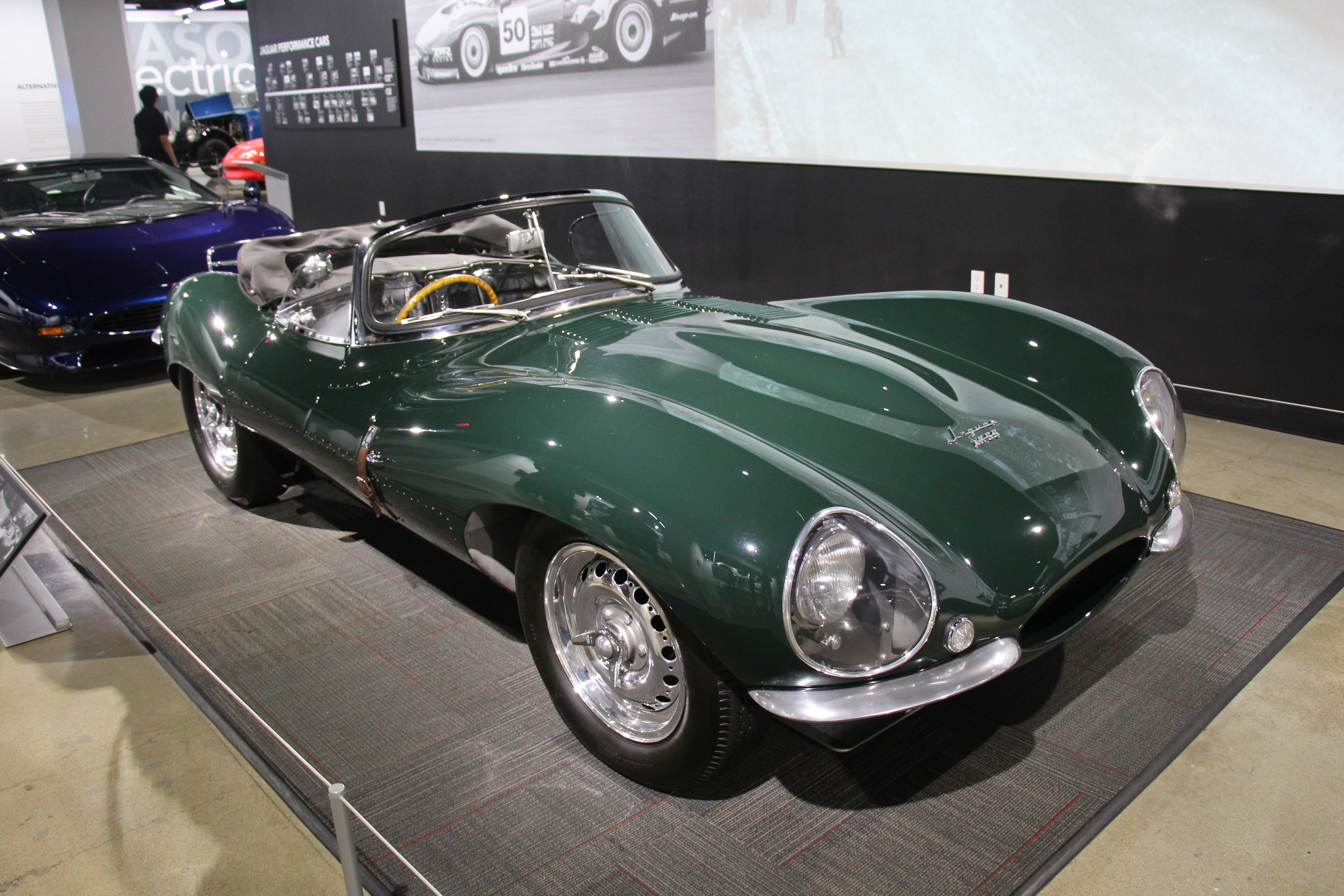
Jaguar XKSS de Steve McQueen (1956)

Le musée expose l'importante collection personnelle de Robert E. Petersen (en), de plus de 100 véhicules exceptionnels (sur plus de 400 en réserve) et divers objets, photos, vidéos, et documents, dans 25 galeries thématiques... dont quelques modèles uniques de hot rod, Porsche Type 64 (1939), Jaguar XKSS de Steve McQueen (1956), Plymouth XNR (1960), De Tomaso Pantera d'Elvis Presley, Volkswagen Coccinelle Herbie des films La Coccinelle (1968), Lancia Stratos Zero (1970), Ferrari 308 GTS de la série Magnum (1980), DeLorean DMC-12 des films Retour vers le futur (1985), Batmobile du film Batman : Le Défi (1992), CadZZilla de ZZ Top (1996), réplique de Duesenberg SJ du film Gatsby le Magnifique (2013), Flash McQueen de Cars (2006) et Cars 2 (2011), Spinners du film Blade Runner 2049 (2017),,...

Quelques modèles exposés
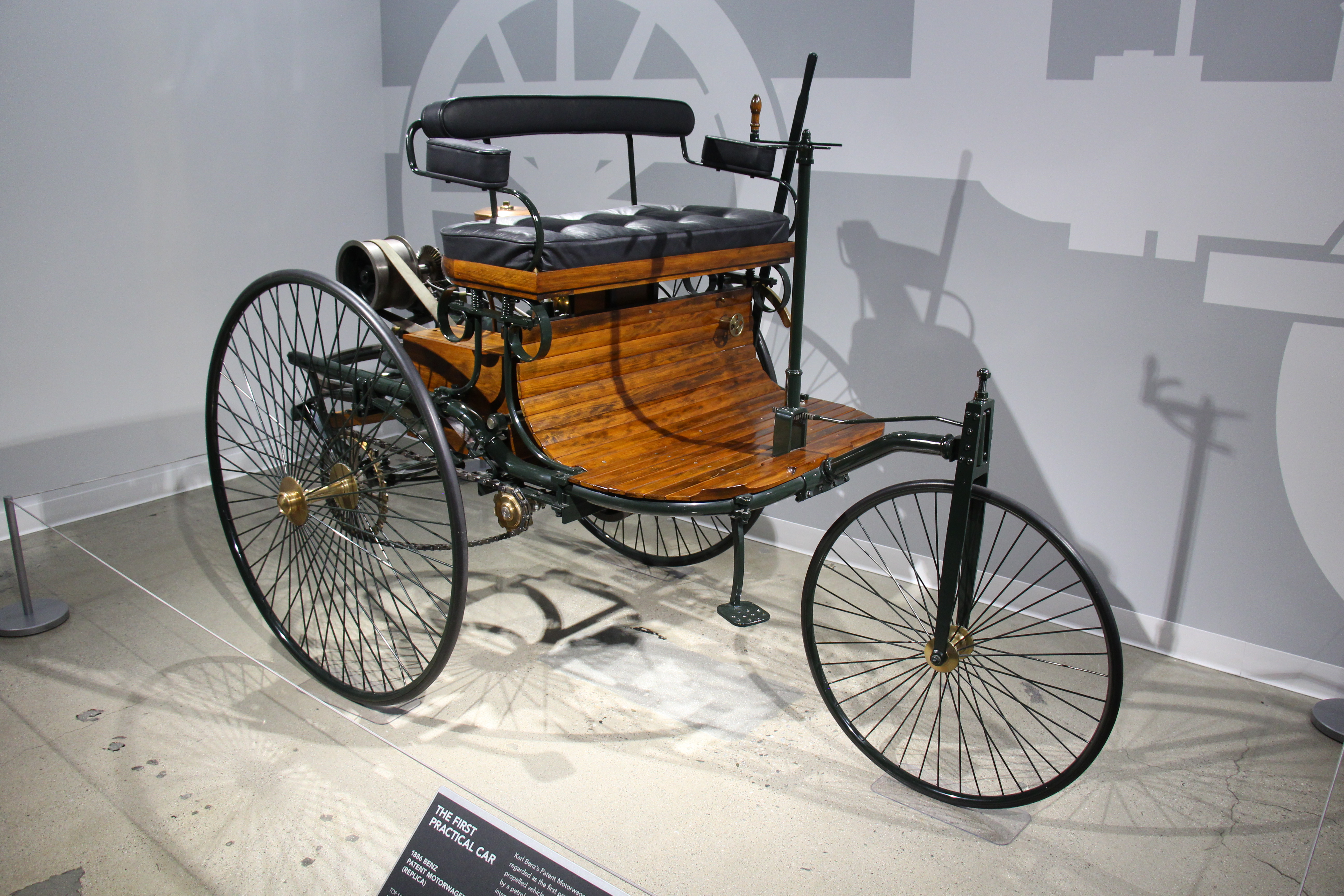
Tricycle Benz 1 (1885)
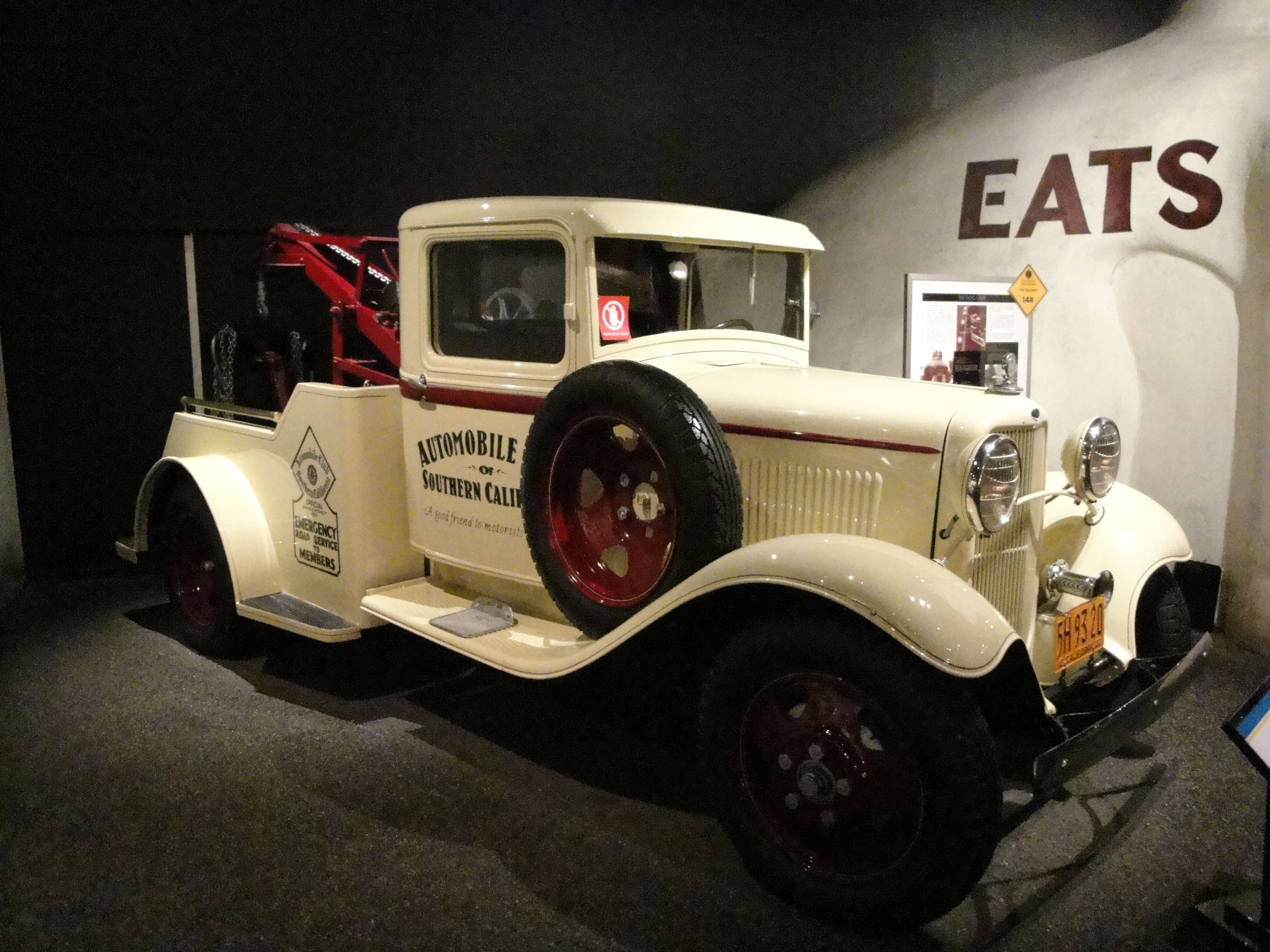
Ford BB Truck (1932)
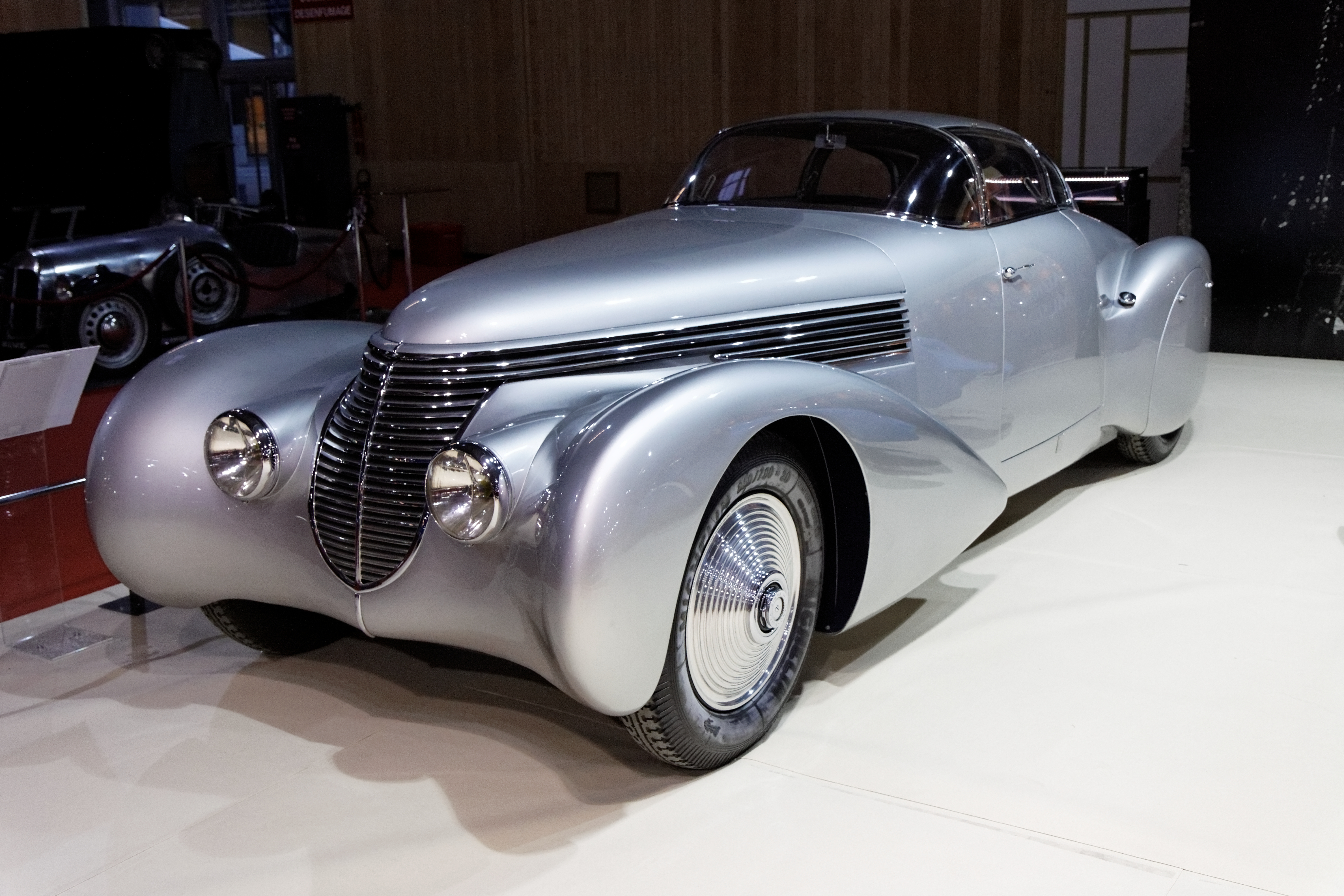
Hispano-Suiza H6 C (1938)
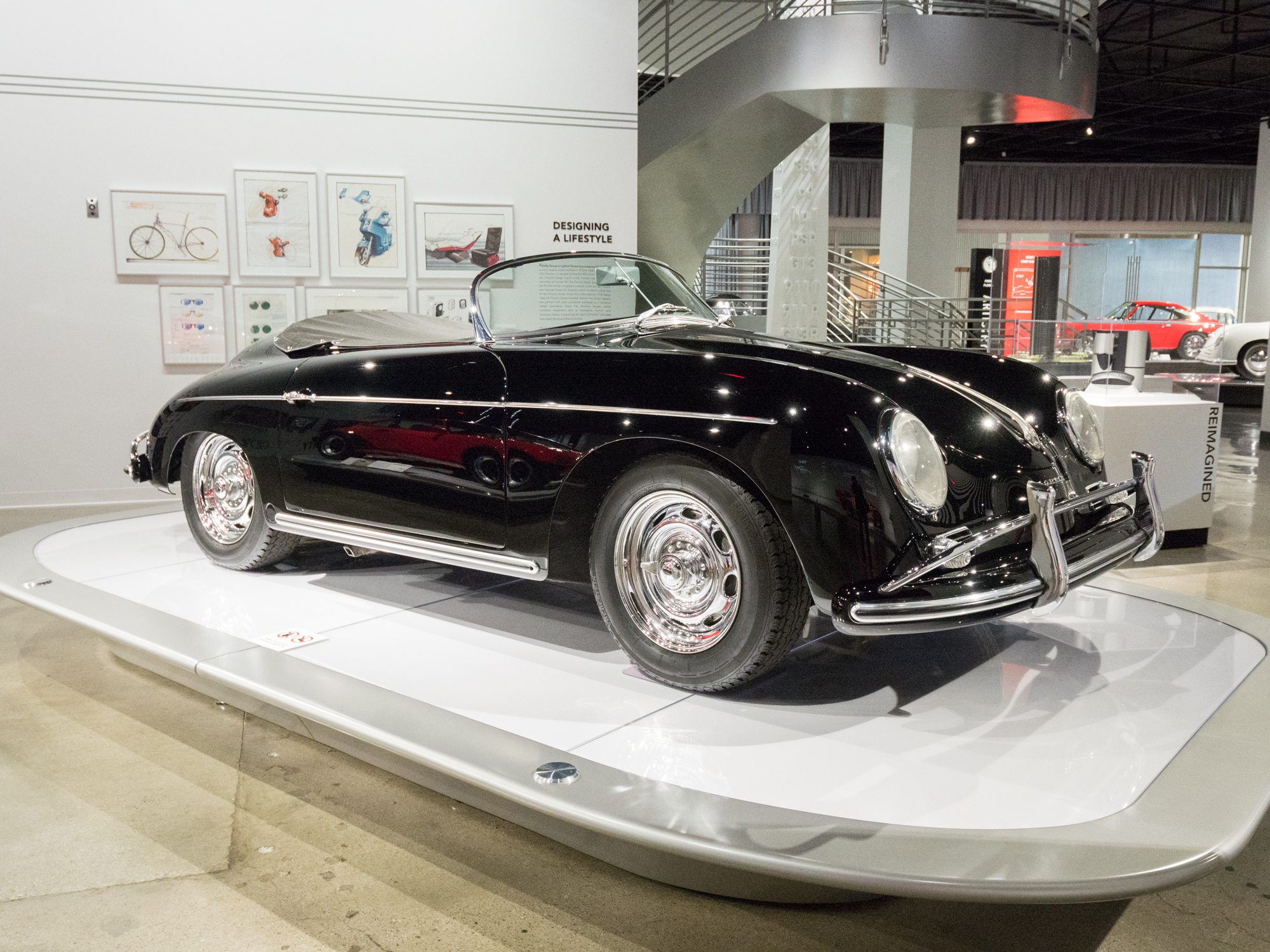
Porsche 356 (1948)
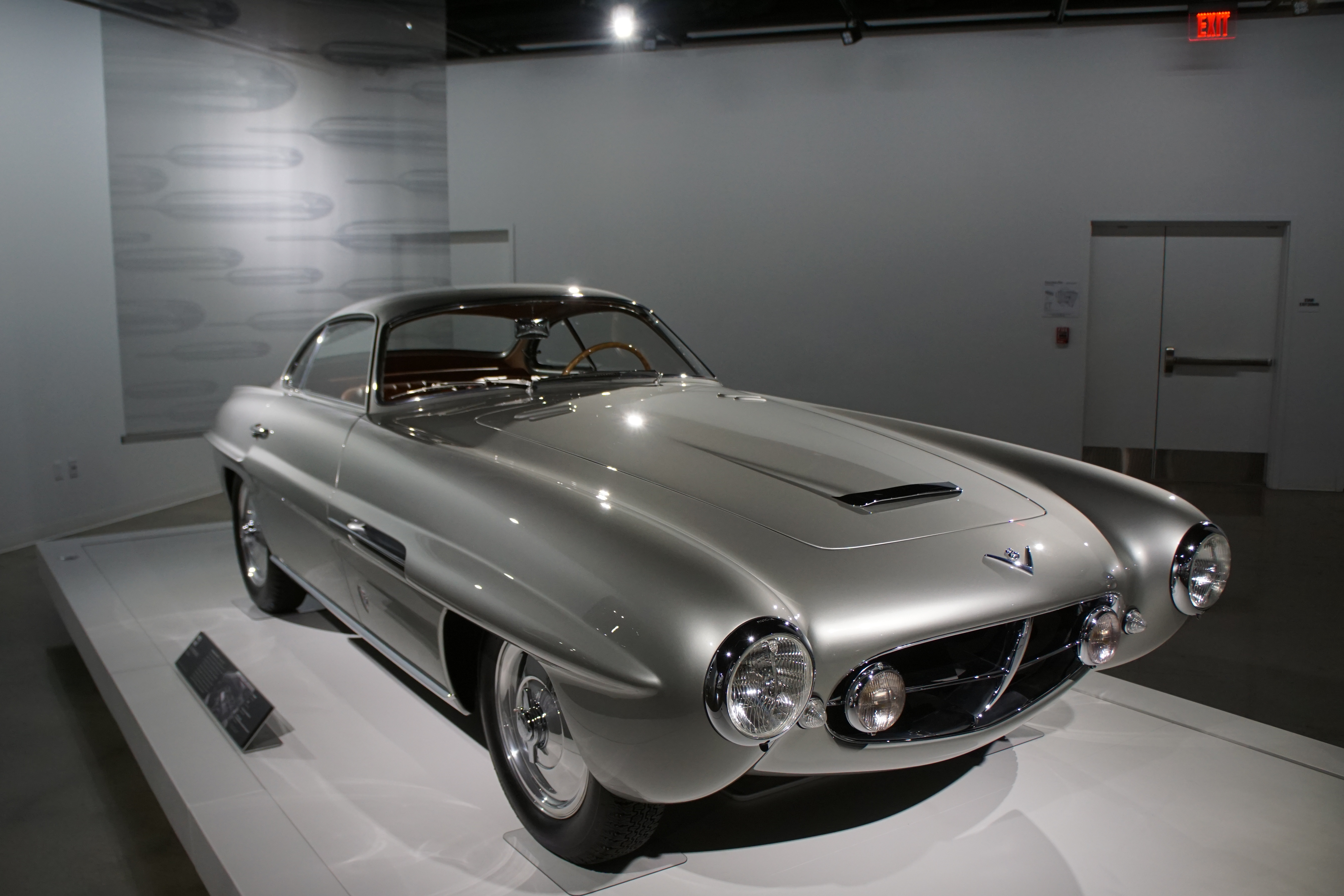
Fiat 8V Supersonic (1953)
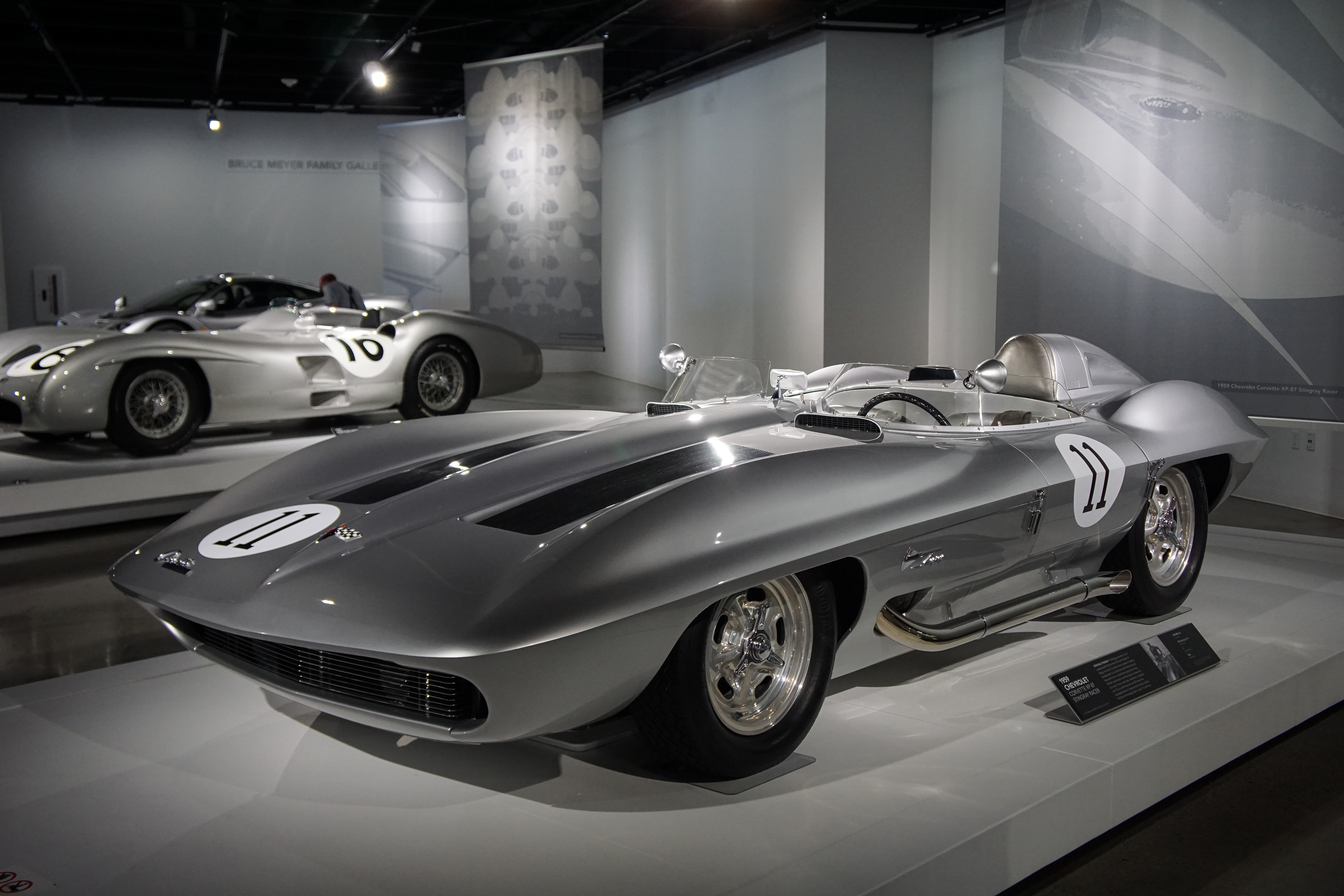
Corvette Stingray (concept car) (en) (1959)
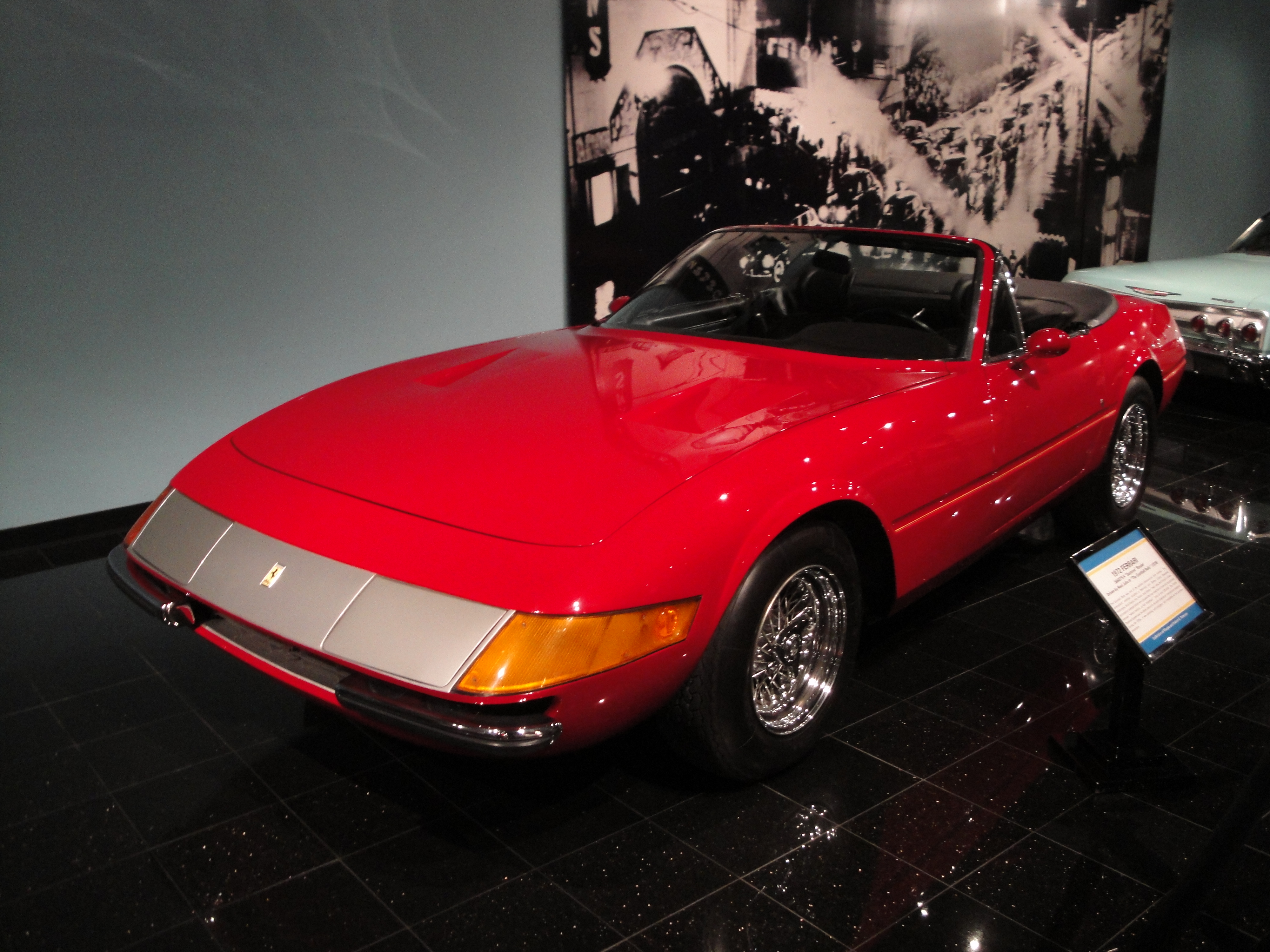
Ferrari 365 Daytona Spyder (1972)
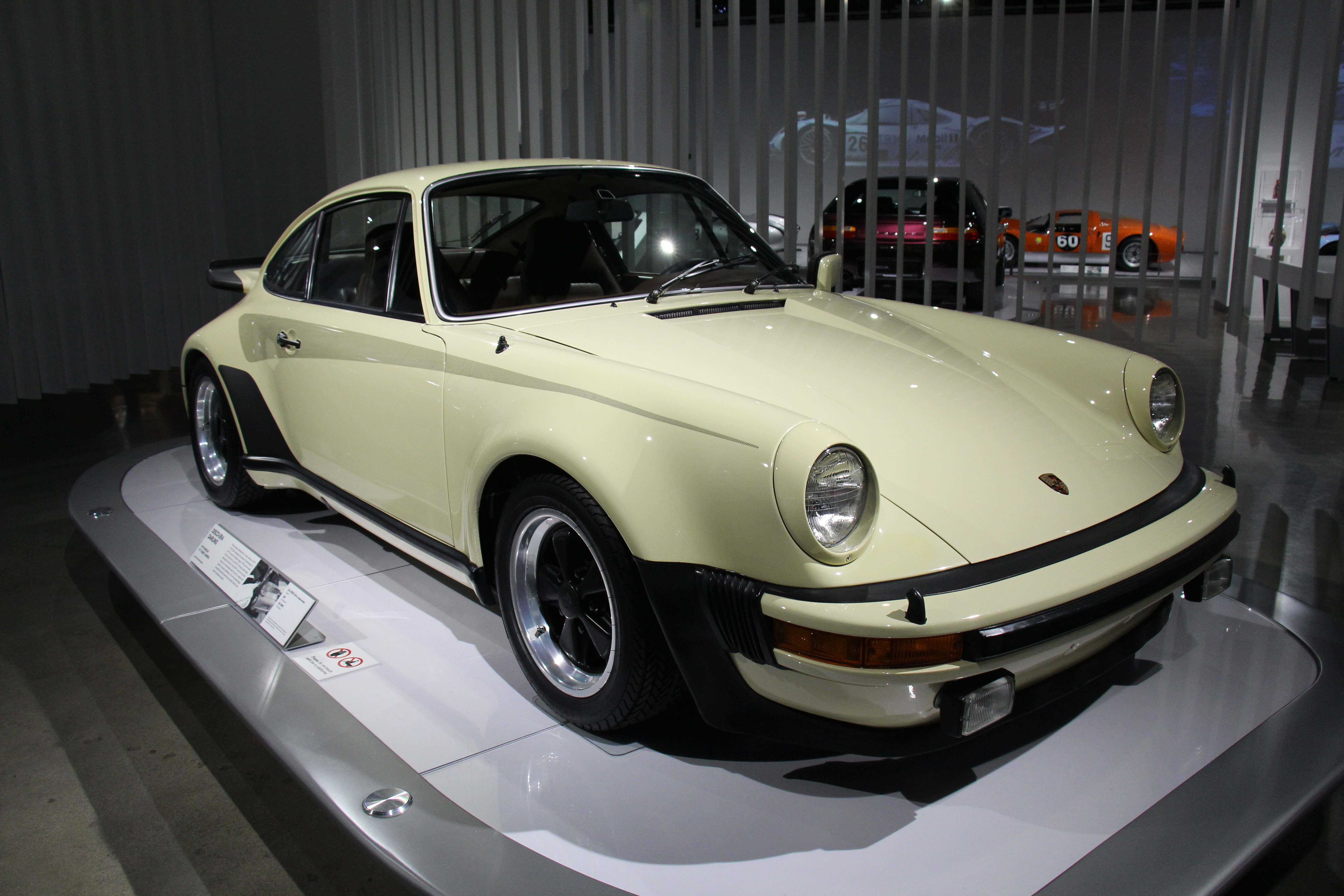
Porsche 911 Turbo Carrera (1976)
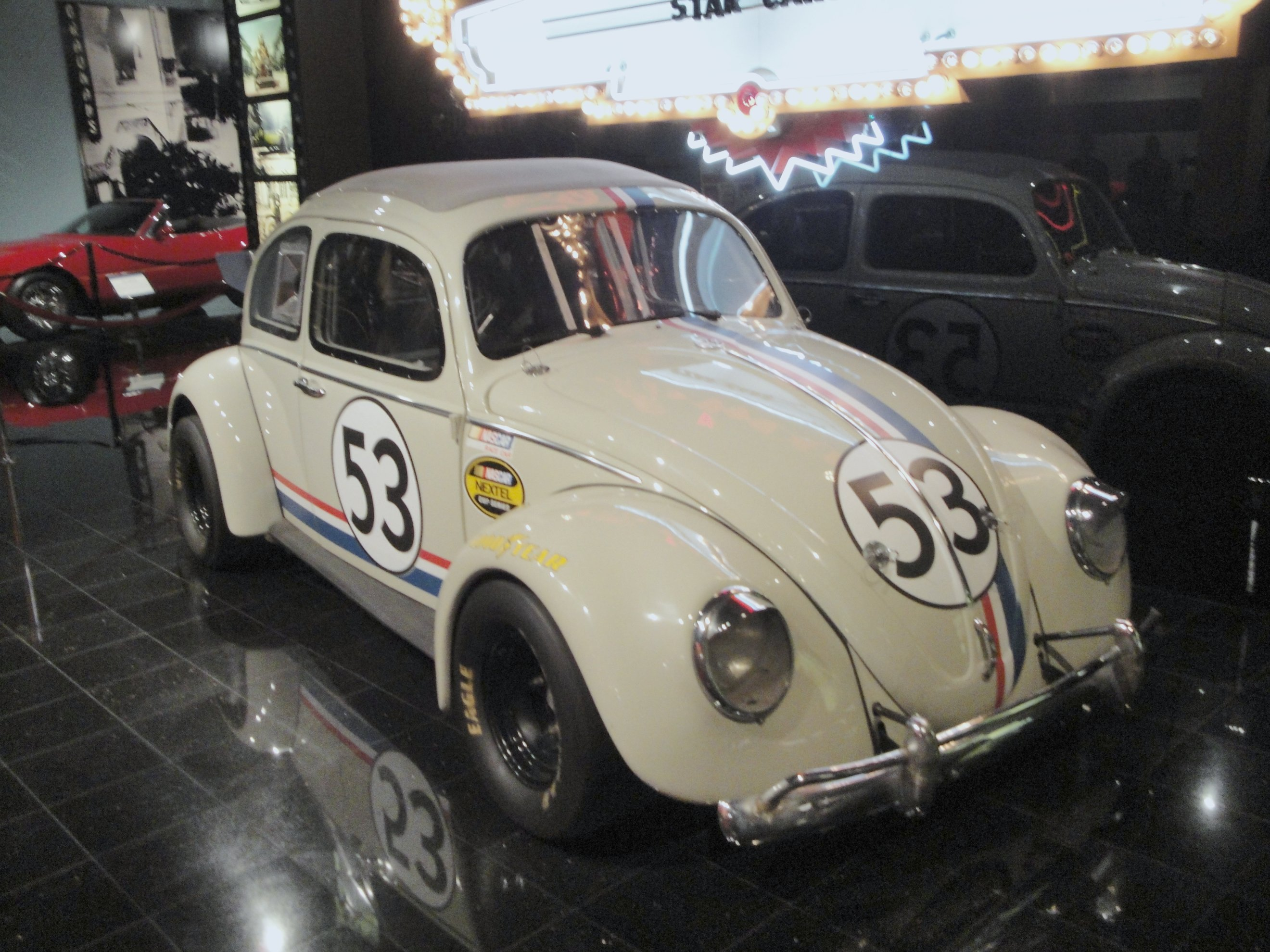
Volkswagen Coccinelle Herbie (1985)
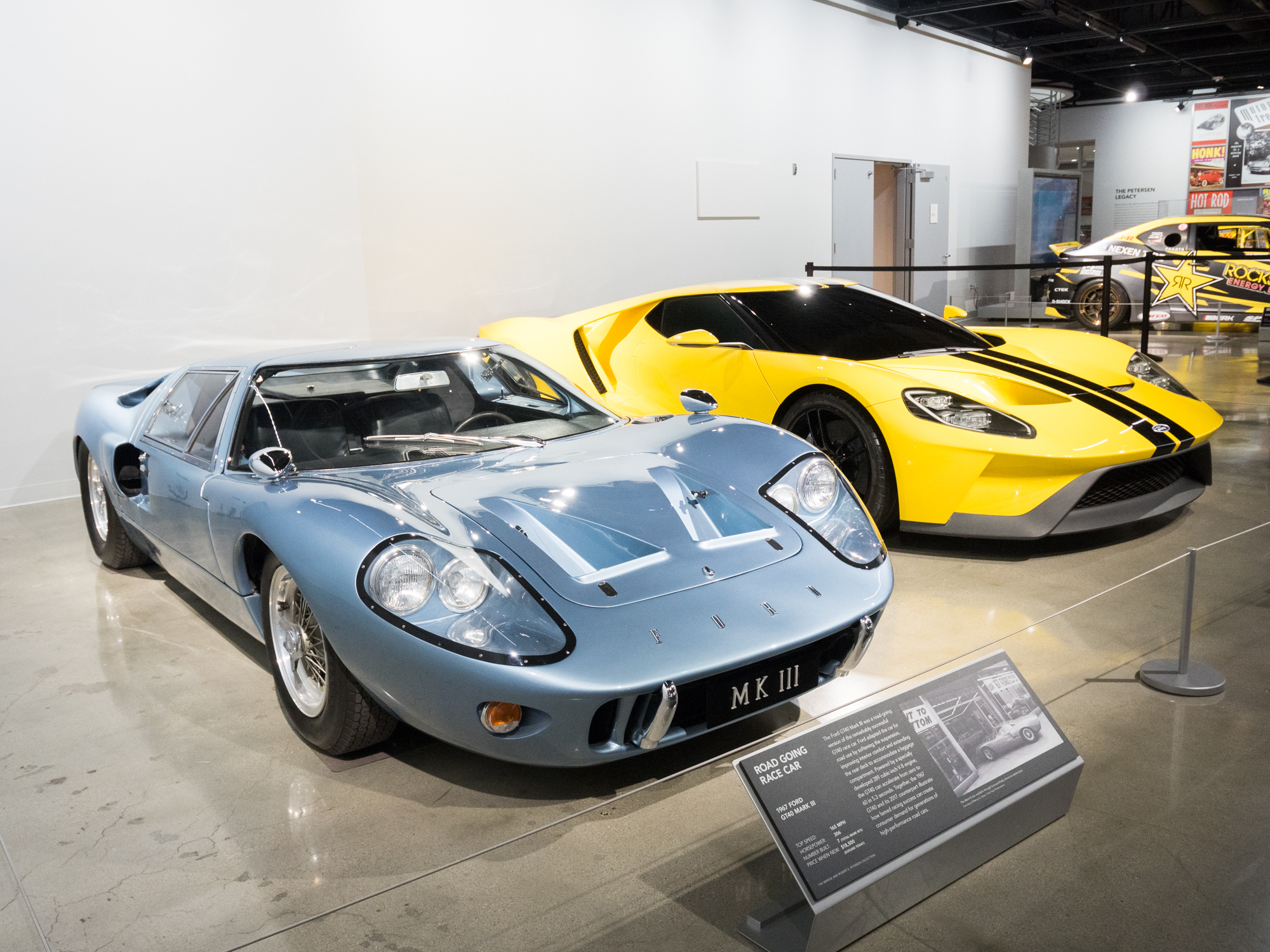
Ford GT40 et Ford GT 2e génération
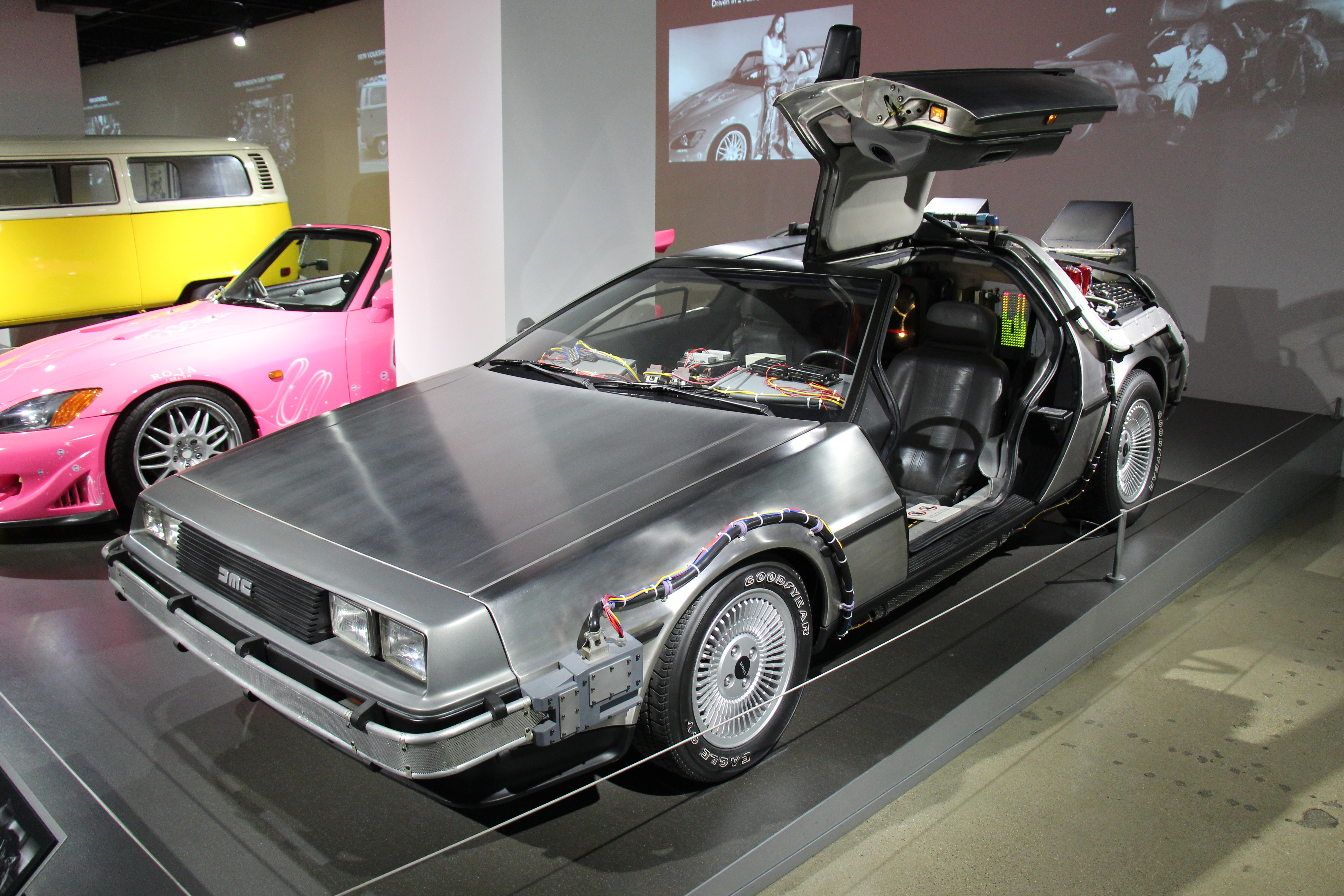
DeLorean DMC-12 Retour vers le futur (1985)
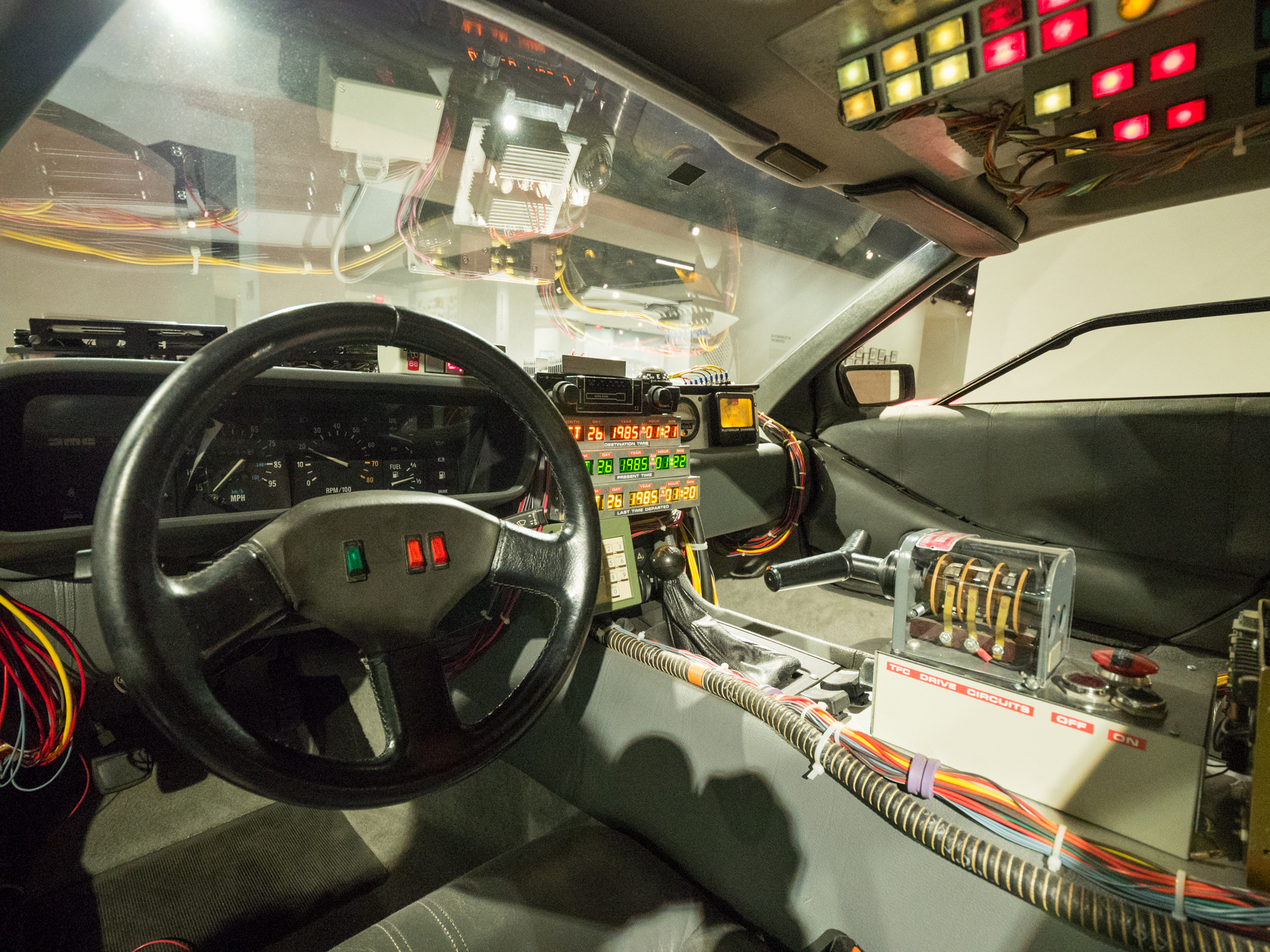
DeLorean DMC-12 Retour vers le futur (1985)
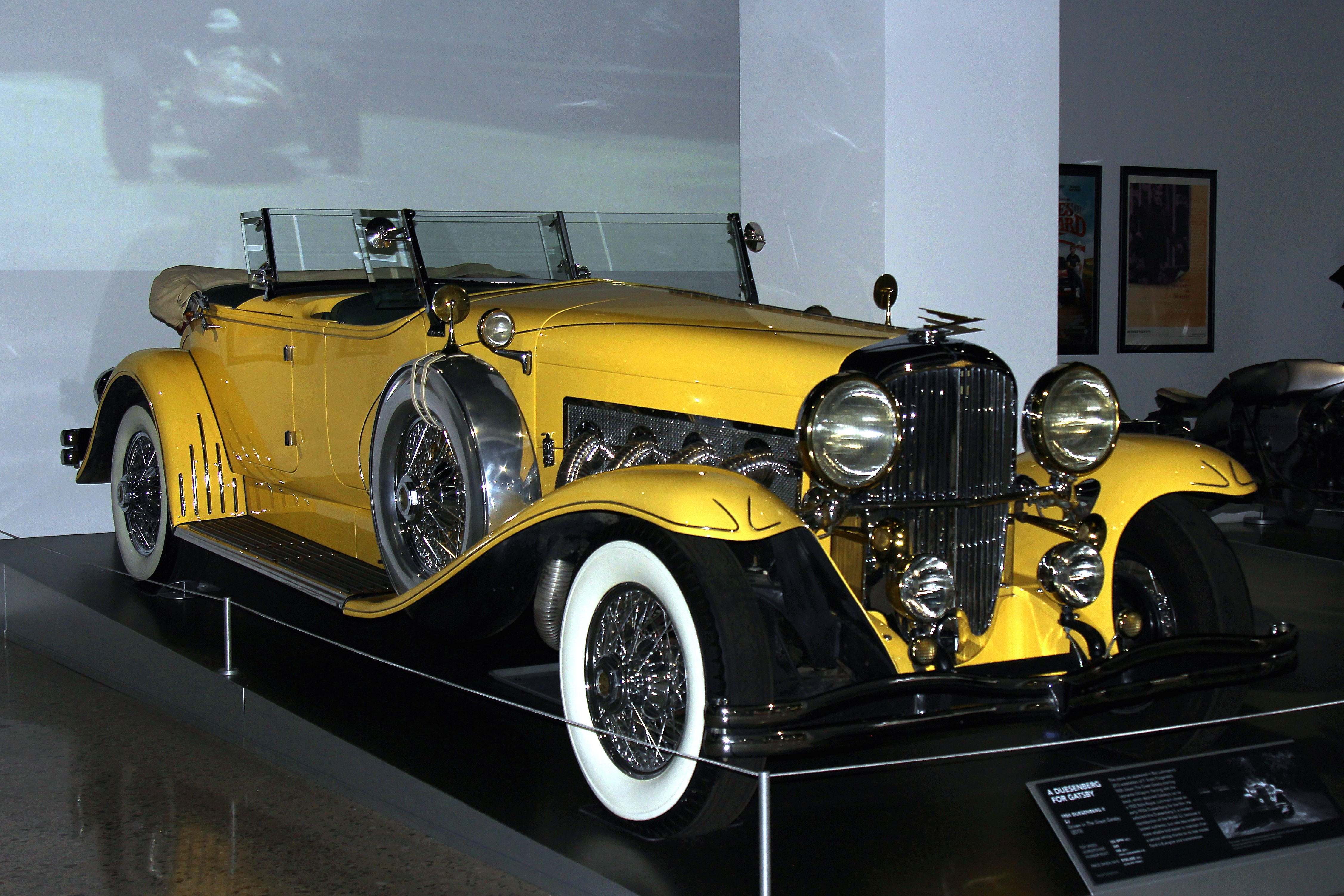
Duesenberg SJ de Gatsby le Magnifique (2013)
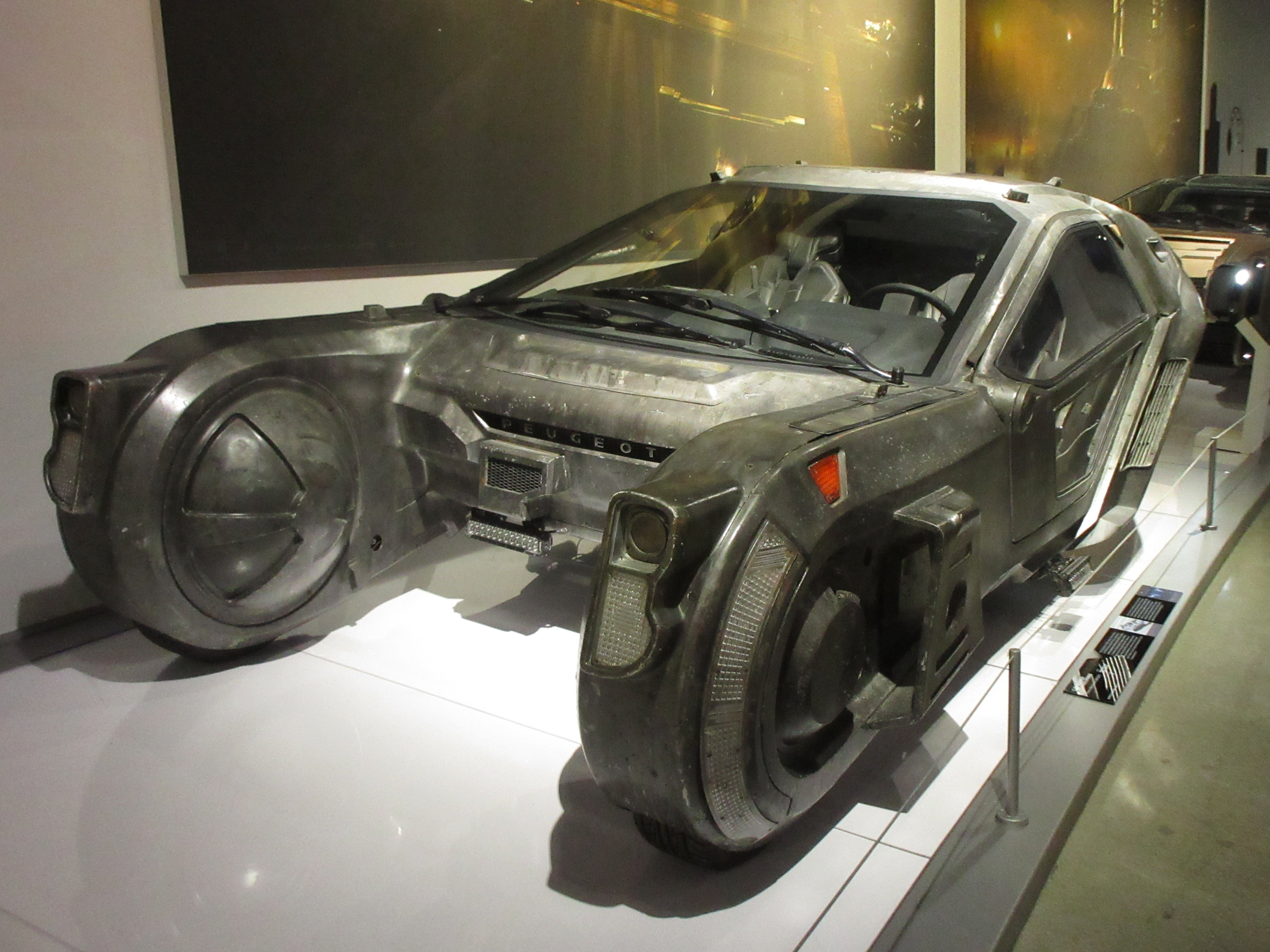
K's Spinner Blade Runner 2049 (2017)
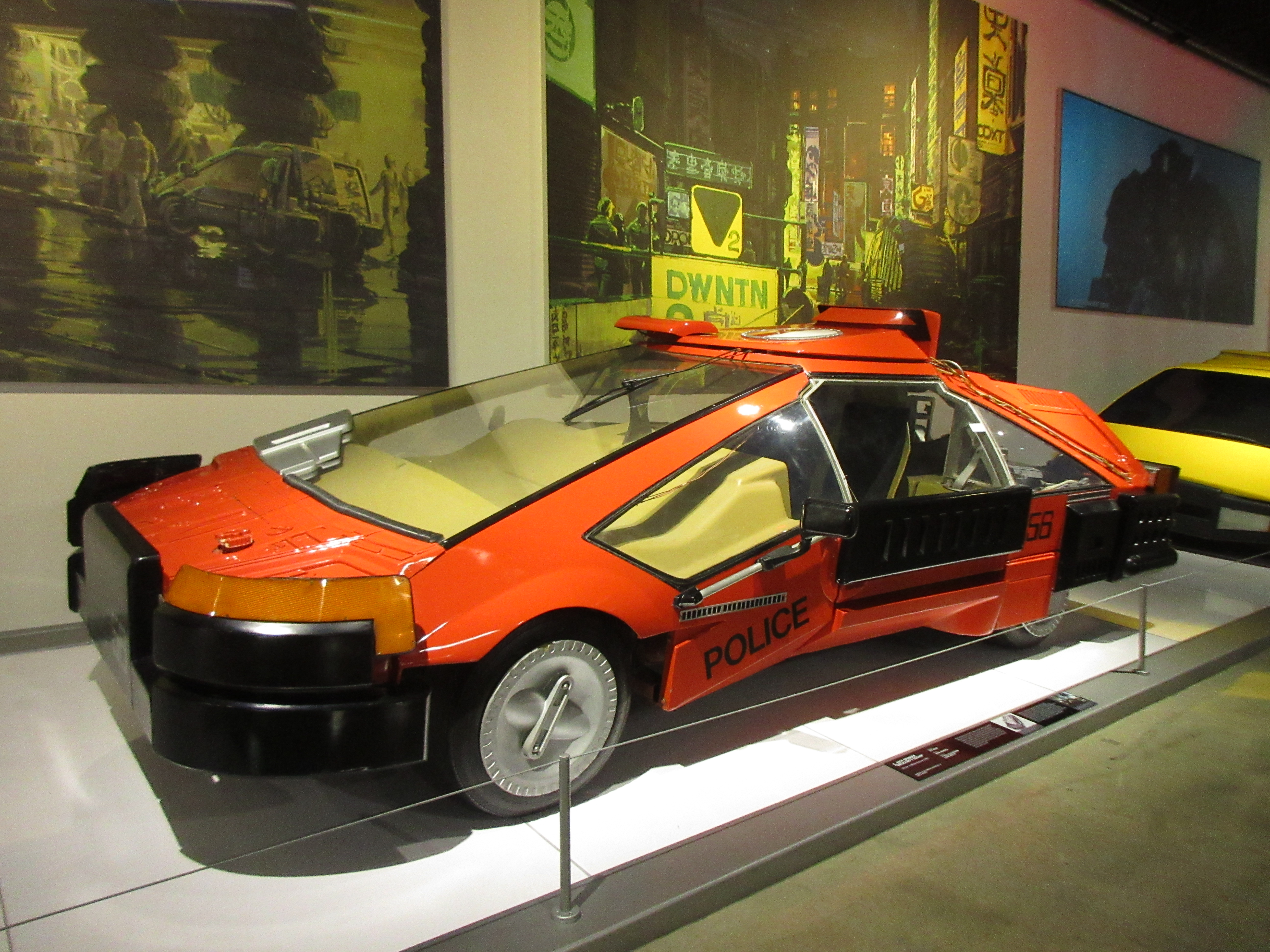
Deckard's sedan Blade Runner 2049 (2017)